# Cathérine Claes
Cathérine Claes (6 juli 1977) is een Belgisch voormalig volleybalster.

## Levensloop
Claes was actief bij Asterix Kieldrecht. Als speelster van deze club werd ze driemaal landskampioen (1998, 2000 en 2001), won ze vijfmaal de Beker van België (1996, 1998, 1999, 2001 en 2002) en tweemaal de Supercup (2001 en 2003). Ook won ze met Asterix in seizoen 2000-'01 de Top Teams Cup. Vervolgens maakte ze de overstap naar VDK Gent, waar ze vijf seizoen actief was.